# Mikołaj Jaskier

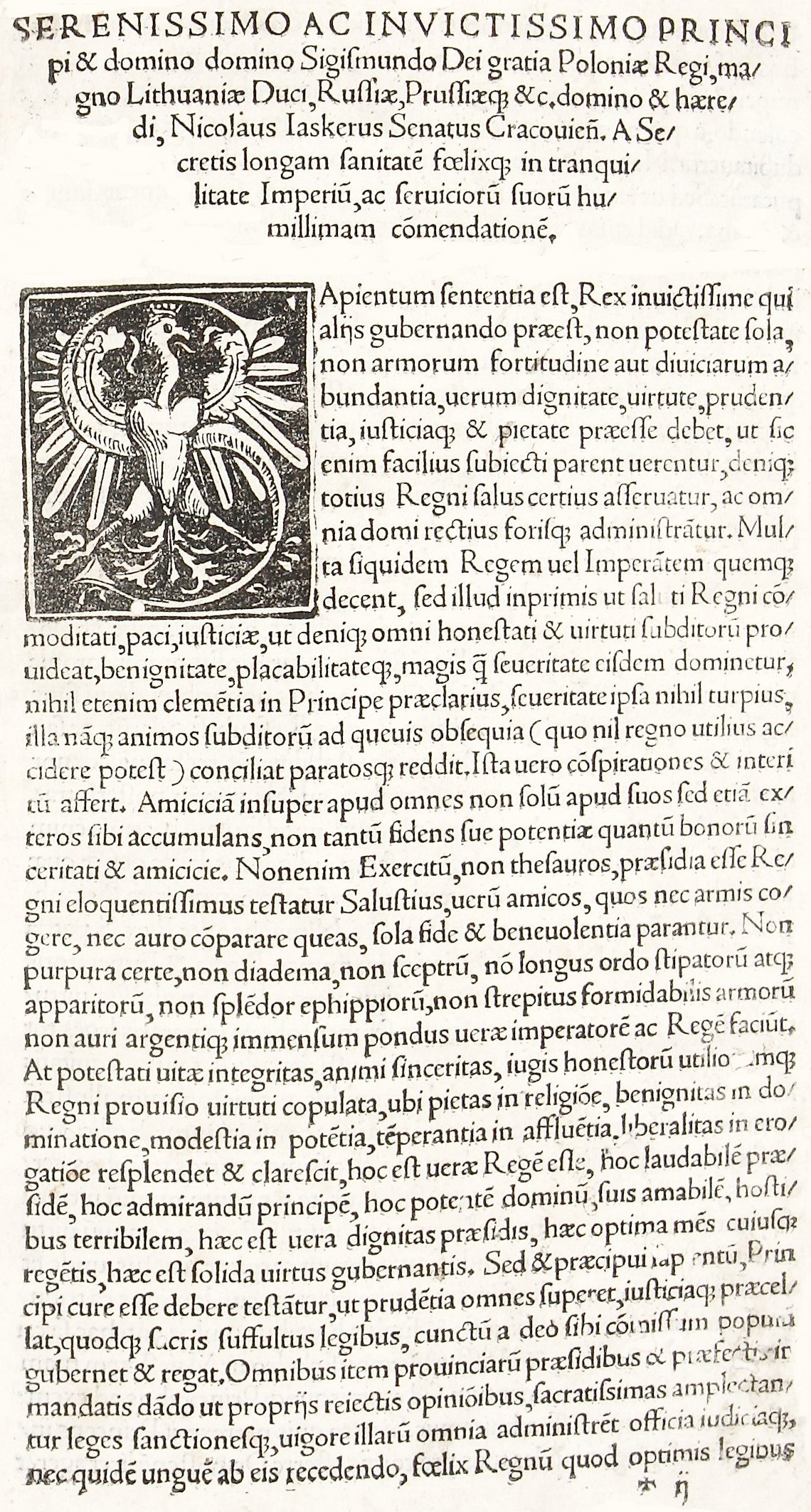
Dedykacja dla Zygmunta I Starego zamieszczona w Zwierciadle saskim

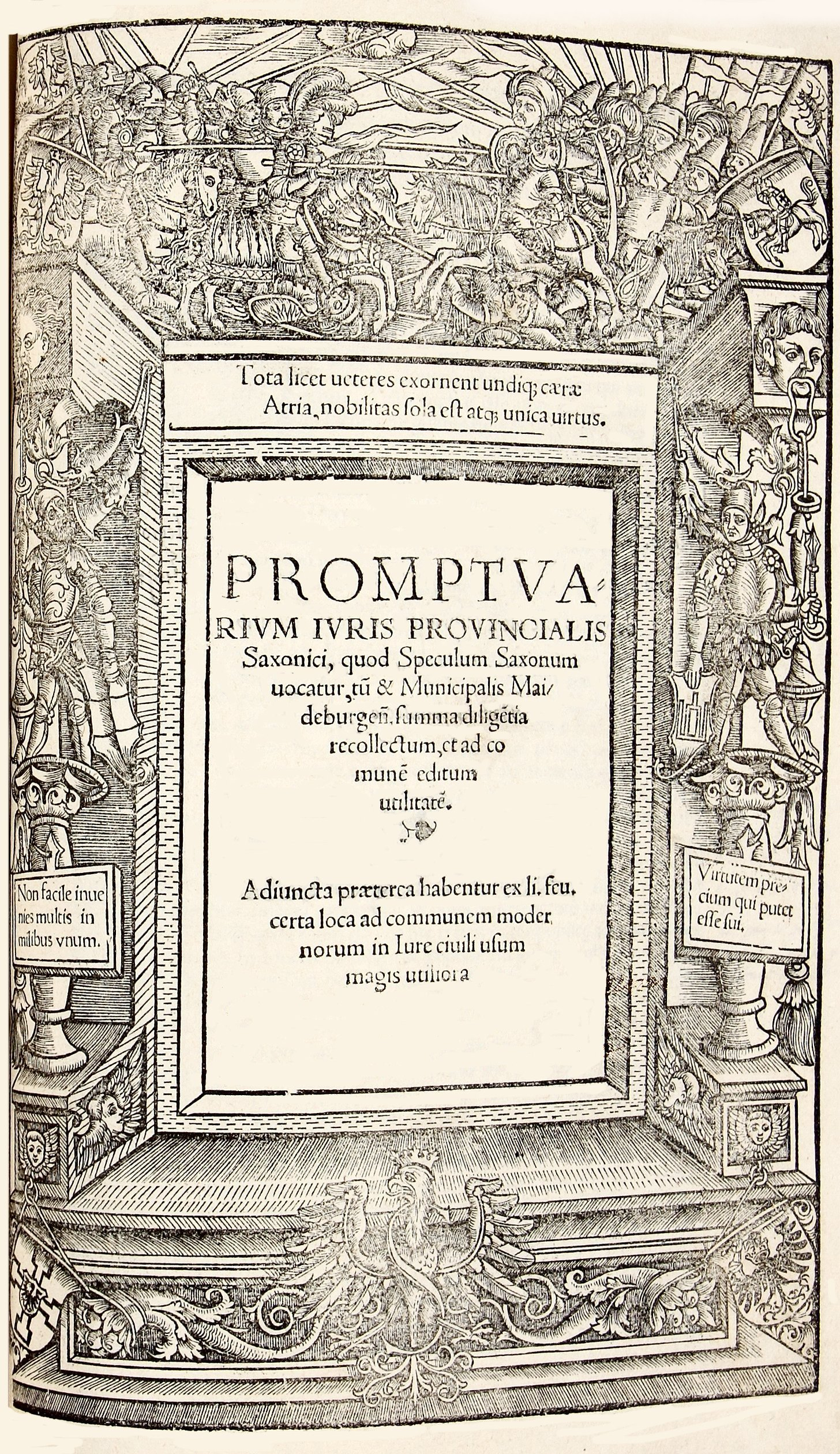
Strona tytułowa Promptuarium Juris Provincialis Saxonici

Mikołaj Jaskier, łac. Nicolaus Jaskerus, (ur. 1504 we Lwowie lub w Lwówku, zm. w 1560 lub 1539 prawdopodobnie 10 maja w Krakowie) – absolwent Akademii Krakowskiej, polski prawnik, senator i pisarz miejski Krakowa, tłumacz i wydawca.
Po ukończeniu początkowych szkół we Lwowie przybył do Krakowa w 1511. Studiował na Akademii Krakowskiej u profesora Grzegorza Szamotulskiego. Z jego rekomendacji w 1522 roku, jeszcze przed uzyskaniem tytułu magistra, został pomocnikiem (vicenotarius) pisarza miejskiego Franciszka Hallera. Kiedy Haller zmarł w 1527, jego miejsce zajął Mikołaj Jaskier natomiast jego zastępcą został Jan Cerasinus. M.Jaskier stanowisko sekretarza na pewno piastował do 9 maja 1539, jest to data jego ostatniego zapisu w dokumentach magistratu. Prawdopodobnie następnego dnia już nie żył, zachował się rachunek za leczenie.
Ożenił się z Barbarą Krupą lub Krupkówną, dzięki posagowi żony i spadkowi po teściu stał się posiadaczem pięciu wsi, w tym wsi: Grabienice, Biały Kościół, Maszyce i Januszowice. Oprócz wsi miał też kilka domów oraz kilka kramów sukienniczych w Krakowie.
Miał dwoje dzieci, córkę Katarzynę która wyszła za mąż za Feliksa Króleńskiego oraz syna o imieniu Serafin.
Jako że okazał się biegłym w prawie, rzetelnym a przede wszystkim rozsądnym szybko zyskał uznanie nie tylko magistratu ale i króla Zygmunta Starego oraz kanclerza a zarazem biskupa krakowskiego Piotra Tomickiego. W imieniu miasta często posłował do króla. Do jego bliskich znajomych a można nawet powiedzieć przyjaciół, należeli: rajca krakowski Franciszek Boner oraz lekarz i historyk  Maciej Miechowita. Mikołaj Jaskier był związany z krakowskimi kościołami św. Barbary oraz Mariackim. Znaleziono jego korespondencję z biskupem oraz uzgodnienia w sprawie tłumaczeń kościelnych pism (kazań) z łaciny na polski. Jaskier wprowadził też korekty stylu i treści cytatów z prawa kanonicznego i rzymskiego. Posiadał w swojej dyspozycji dokumenty zamku w Orawie co może świadczyć, że pełnił tam jakieś funkcje. Jako prawnik prowadził szereg spraw i transakcji prywatnych jednak swoich spraw nie załatwiał lege artis. Po jego śmierci latami toczyły się spory o pozostawiony majątek.
Najwięcej uwagi poświęcił tłumaczeniom na łacinę niemieckich tekstów prawniczych. Przetłumaczył, uporządkował i uaktualnił dodając użyteczne ortyle z Magdeburga po czym wydał w 1535 u Wietora. Jego dzieło ukazało się w 3 tomach:
- Juris provincialis quod Speculum Saxonum vulgo nuncupatus libri tres opera vigilanti in correctiorem redacti materiam, adjuncti simul glossis aliisque additionibus noviter reccollectis pro interpraelatione textus magis neccessariis Annotatainsuper in marginibus habentur loca legum Jurisque municipalis Magdeburg, materiam textus et glossarum approbantia declarantiaque grato lectori magnum afferentia commodum in Reg a Polonie (Zwierciadło saskie), dzieło dedykował Zygmuntowi Staremu;
- Juris Municipalis Majdeburgensis Liber vulgo Weichbild nuncupatus ex vetustissimis exemplaribus vigilanti opera nuper latinitatis datus, summaque diligentia recognitus, adjunctis simul glossis et lextus interpretationibs ad id necessariis (Weichbild magdeburski), dzieło dedykował biskupowi Piotrowi Tomickiemu;
- Promptuarium Juris Provincialis Saxonici, quod Speculum Saxonum vocatur, tum et Municipalis Maideburgen summa diligentia recollectum et ad communmu editum utilitaten (skorowidz), dedykowany Radzie Miejskiej Krakowa.

Na marginesach pozostawił glossy i uwagi dotyczące stosowania prawa miejskiego w Polsce, zamieszczał również streszczenia różnych artykułów prawnych dotyczących poruszanego zagadnienia. Swoje Juris ... zaopatrzył w obfity skorowidz alfabetyczny nazwany Promptuarium z odsyłaczami pozwalającymi łatwo znaleźć potrzebne tematy w Zwierciadle i Weichbildzie. Dzieło Jaskiera na język polski przetłumaczył Bartłomiej Groicki.
Za kodyfikację prawa miejskiego, patrycjat miasta Kraków uznał Jaskiera za obywatela wybitnie zasłużonego i przyznał mu nagrodę: 24 łokcie adamaszku, dom z ogrodem przy ul. św. Anny z dożywotnio opłacanym czynszem oraz niewielki udział w dochodach miasta.
Król Zygmunt Stary już 2 października 1535 nadał dziełu moc obowiązującego prawa w całej Polsce – we wsiach i miastach lokowanych na prawie niemieckim. Ponadto przyznał Jaskierowi na 10 lat prawo wyłączności na druk i sprzedaż jego opracowania. Na tym tle doszło do konfliktu z Wietorem a nawet z magistratem: część przygotowywanego przez Wietora dodruku została zakwestionowana jako samowolna i zarekwirowana.
Kolejne wydania dzieł Jaskiera po zaleconym przez Zygmunta III przeglądzie treści wykonanym przez Adama Burskiego profesora Akademii Zamojskiej, po zatwierdzeniu przez króla poprawek 1 lipca 1601 roku ukazały się w 1601 i 1602 roku w Zamościu. Wersja zamojska ukazała się w roku 1604 w Kolonii pod tytułem Jasceri Zamosci Jus Saxonicum et Municipale.